# Rudolf Povarnitsyn
Rudolf Povarnitsyn (en ukrainien : Рудольф Павлович Поварніцин) — dans les sources en français et du temps de l'Union des républiques socialistes soviétiques, Rudolf Povarnitsine, transcrit depuis le russe — né le 13 juin 1962 à Votkinsk, en Oudmourtie, est un ancien athlète soviétique, puis ukrainien, spécialiste du saut en hauteur.
Le 11 août 1985, alors quasi inconnu du monde de l'athlétisme, Povarnitsyn, qui l'année précédente ne figurait même pas encore dans la liste des cinquante meilleurs sauteurs mondiaux, devient le premier homme à franchir la barre des 2,40 m à l'occasion du meeting de Donetsk, lors d'un test avant la finale de la Coupe d'Europe des nations. Cet exploit inattendu lui vaut alors un surnom : « Le Sauteur miracle ». Comme il est alors devenu d'usage depuis quelques années pour les compétiteurs de la discipline, il a utilisé la technique de saut du rouleau dorsal (Fosbury-flop). Ce record du monde est battu quelques jours plus tard par Igor Pakline, autre athlète de l'ex-Union soviétique, qui réalise 2,41 m lors de sa victoire aux Universiades d'été de Kōbe. 
En 1988, Rudolf Povarnitsyn confirme sa valeur en remportant la médaille de bronze des Jeux olympiques de Séoul avec 2,36 m, derrière le Soviétique Gennadiy Avdeyenko et l'Américain Hollis Conway, et à égalité avec le Suédois Patrik Sjöberg.

## Palmarès
- Jeux olympiques de 1988 à Séoul :
  -  Médaille de bronze du saut en hauteur

## Records
- Record du monde avec 2,40 m, le 11 août 1985, à Donetsk.